# Koolstofmonoxidevergiftiging
Koolstofmonoxidevergiftiging, ook wel koolmonoxidevergiftiging of CO-vergiftiging en vroeger ook wel kolendampvergiftiging genoemd, is een vergiftiging ten gevolge van verhoogde concentraties koolstofmonoxide in het bloed.
Koolmonoxide is een kleur- en reukloos giftig gas, dat lichter is dan lucht. In het bloed hecht het zich aan het zuurstoftransport-eiwit hemoglobine in rode bloedcellen, waarbij het zuurstofgas (O2) verdringt. Het vermogen van koolstofmonoxide om zich vast te hechten op dit eiwit is circa 240 keer zo groot als dat van zuurstof. Dat betekent dat zelfs bij een geringe concentratie van koolstofmonoxide in de lucht relatief veel koolstofmonoxide in het bloed terecht kan komen en er vergiftigingsverschijnselen kunnen optreden. Koolmonoxide wordt ook wel aangeduid als "sluipmoordenaar", omdat het zo verraderlijk is.
Jaarlijks vallen er vele doden door koolstofmonoxidevergiftiging. Bij verbrandingstoestellen zal bij te weinig aanvoer van verse lucht een onvolledige verbranding optreden waardoor koolmonoxide vrijkomt. Vaak is de oorzaak een verstopt ventilatiekanaal, bijvoorbeeld door een vogel- of wespennest. Overdag is er meestal voldoende ventilatie, maar wanneer 's nachts alle deuren gesloten zijn en alle bewoners slapen, bestaat het gevaar dat ze in hun slaap vergiftigd worden en overlijden. In warmere landen (Peru, Bolivia, Zuid-China en India) vallen vaak doden wanneer de bevolking op uitzonderlijk koude dagen alle gaten in huis dichtstopt om de warmte van de kachel te behouden. De huizen zijn niet gebouwd op kou, de mensen zijn onwetend en onervaren met koolmonoxide, en hierdoor komt het dat soms hele gezinnen dood in huis worden aangetroffen. Een weinig bekend gevaar is dat deze vergiftiging ook kan ontstaan in de open lucht, met name bij watersporters (waterskiërs) die zich nabij de uitlaat van een boot ophouden of nabij stationair draaiende motoren zoals een stilstaande tractor. Een vrij bekend historisch incident vond plaats in Het Behouden Huys en is door Gerrit de Veer beschreven. De bemanning maakte een vuur met dichte schoorsteen om de warmte te behouden en de mannen raakten ziek of bewusteloos. Hoewel koolmonoxide pas veel later, rond 1800, werd ontdekt en geisoleerd, was men vooral in koudere streken al lange tijd bekend met de gevaren van het stoken van vuur in een afgesloten ruimte.
Minder bekend is dat langdurige blootstelling aan lage concentraties koolmonoxide chronische koolmonoxidevergiftiging kan veroorzaken.

## Symptomen
De symptomen van koolstofmonoxidevergiftiging zijn hoofdpijn, misselijkheid, duizeligheid en vermoeidheid. Bij langere blootstelling wordt dit gevolgd door bewusteloosheid en ten slotte de dood als gevolg van zuurstofgebrek in de hersenen. De symptomen worden vaak niet herkend en daarom is het vaak te laat om nog in te grijpen. Door koolstofmonoxide vergiftigde personen en dieren vallen ongemerkt in slaap en overlijden als de blootstelling voortduurt. Slachtoffers van koolstofmonoxidevergiftiging kunnen een opvallende roze kleur hebben op de huid en/of een rode blos hebben op het gezicht.
Een chronische koolmonoxidevergiftiging is lastig te herkennen. Ook voor huisartsen. De klachten kunnen namelijk bij iedereen anders zijn. De één heeft vooral hoofdpijn en is misselijk, terwijl de ander vooral somber, vergeetachtig of moe is. De klachten kunnen bij iemand ook de ene dag erger zijn dan de andere dag.

## Preventie en behandeling
Koolstofmonoxidevergiftiging kan worden voorkomen door gas-, olie- en kolenkachels en geisers regelmatig te onderhouden en te zorgen voor een voldoende luchttoevoer evenals een goede afvoer van de rookgassen naar de buitenlucht. Een koolstofmonoxidemelder alarmeert de gebruikers van de ruimte waarin deze melder gemonteerd is voor een te hoge concentratie, gelijk aan een rookmelder. Daar koolmonoxidevergiftiging vaak 's nachts optreedt, kan ook een elektrische kachel in de slaapruimte of een elektrische deken (zodat zelfs met open raam geslapen kan worden) een alternatief zijn.
Volgens het Belgische Antigifcentrum is de efficiëntie van CO-melders echter niet te vergelijken met deze van rookdetectoren: een rookdetector werkt op basis van een fotochemische cel, terwijl een CO-detector werkt op basis van een elektrochemische cel. Deze cel heeft een beperkte levensduur en moet om de twee jaar vervangen worden. De elektrochemische cel kan ook andere chemische verbindingen detecteren, (zoals oplosmiddelen) en zo een vals alarm geven. Om een veilige situatie te creëren, moet er ook de garantie zijn dat de CO-detector doorheen de tijd goed zal blijven functioneren ondanks de aanwezigheid van stof (wasplaats), vet (keuken), vocht (badkamer), intense hitte (bijvoorbeeld vlak bij een kolenkachel) of grote temperatuurschommelingen zoals in de kelder of op zolder. De meeste CO-detectoren voor huishoudelijk gebruik kunnen die garantie niet bieden, zelfs al beantwoorden ze aan de Europese normen.
Het beschermen van een woning met CO-detectoren vereist de plaatsing ervan in elk lokaal waar een verbrandingsapparaat staat of waar een schouw doorheen gaat. Dit impliceert de aankoop van meerdere apparaten. En ten slotte kan de CO-concentratie exponentieel stijgen. De CO-detector geeft een alarmsignaal als een drempelwaarde enkele minuten is overschreden. Op het ogenblik dat het alarm afgaat, is het slachtoffer vaak al niet meer in staat hierop te reageren.
Koolstofmonoxidevergiftiging kan het best worden behandeld door de slachtoffers zo snel mogelijk uit de giftige atmosfeer te verwijderen (de hulpverlener dient daarbij bedacht te zijn op de eigen veiligheid) en hen daarna frisse lucht, of indien beschikbaar zuivere zuurstof onder hogere druk, te laten inademen. Die hogere druk is nodig om het koolstofmonoxide te verdrijven uit het hemoglobine. Vaak wordt hiervoor hyperbare zuurstoftherapie toegepast.

## Andere effecten
Naast effecten op de zuurstoftransportcapaciteit zijn er ook andere effecten van koolstofmonoxide op onder andere de cellaag die de binnenkant van de bloedvaten bekleedt (het vaat-endotheel). Of koolstofmonoxide net als stikstofmonoxide (NO) een fysiologische signaalfunctie vervult in het bloedvat is nog onderwerp van discussie. Minieme hoeveelheden koolstofmonoxide worden in het lichaam enkel geproduceerd bij de afbraak van heem tot biliverdine, door het enzym heem-oxygenase. Het heeft op korte termijn een verwijdend effect op kleine arteriën in een aantal organen. Het inademen van sigarettenrook heeft wel een versnellend effect op het ontstaan van atheromatose.